# Parylene

Allgemeine Struktur der Parylene. Mit R^{1}, R^{2}, R^{3}, R^{4} und X gleich Wasserstoff: Poly-p-xylylen

Als Parylene werden eine Gruppe inerte, hydrophobe, optisch transparente, polymere Beschichtungsmaterialien mit einem weiten industriellen Anwendungsspektrum bezeichnet. Neben dem Kohlenwasserstoff Poly-p-xylylen (häufig als Parylene N bezeichnet) finden auch halogenierte Polymere Anwendung. 
Die Beschichtung wird im Vakuum durch Resublimation aus der Gasphase als porenfreier und transparenter Polymerfilm auf das Substrat aufgetragen. Dabei ist praktisch jedes Substratmaterial wie z. B. Metall, Glas, Papier, Lack, Kunststoff, Keramik, Ferrit und Silikone mit Parylenen beschichtbar. Aufgrund der gasförmigen Abscheidung können auch Bereiche und Strukturen erreicht und beschichtet werden, welche mit flüssigkeitsbasierten Verfahren nicht beschichtbar sind, wie z. B. scharfe Ränder und Spitzen oder enge und tiefe Spalten. In einem Arbeitsgang können Beschichtungsdicken von 0,1 bis 50 µm aufgebracht werden.

## Eigenschaften
| Parylene       |   |    |    |    |    |
| Strukturformel |   |    |    |    |    |
| Substituenten  | X | R1 | R2 | R3 | R4 |
| Parylene N     | H | H  | H  | H  | H  |
| Parylene C     | H | Cl | H  | H  | H  |
| Parylene D     | H | Cl | H  | Cl | H  |
| Parylene HT    | F | H  | H  | H  | H  |

Parylene sind hydrophobe, chemisch resistente Kunststoffe mit guter Barrierenwirkung gegenüber anorganischen und organischen Medien, starken Säuren, Laugen, Gasen und Wasserdampf. Als dünne und transparente Beschichtung mit hoher Spaltgängigkeit sind sie geeignet für komplex gestaltete Substrate. Es bildet sich – da Parylene keine Flüssigphase hat – keine Kantenflucht. Parylene besitzen gute dielektrische Eigenschaften mit hoher Spannungsfestigkeit und niedriger Dielektrizitätskonstante. Als biostabile und biokompatible Beschichtung besitzen Parylene ein FDA Master-File. Ab 0,6 µm Schichtdicke sind sie mikroporen- und kraterfrei. Die Beschichtung erfolgt ohne Temperaturbelastung der Substrate bei Raumtemperatur im Vakuum. Dieses Verfahren bietet einen sehr hohen Korrosionsschutz und eine gleichförmige Schichtausbildung, die – je nach Parylene-Typ – bis zu 350 °C (Parylene HT) temperaturstabil ist, mechanisch stabil und niedrige mechanische Spannungen produziert, bedingt (Shore R80-R120; je nach Typ) abriebfest ist und bei der kein Ausgasen erfolgt. Diese Oberfläche kann durch Niederdruckplasma oder andere Haftvermittler aktiviert werden.

## Herstellung
Parylene werden durch chemische Gasphasenabscheidung erzeugt. Das Ausgangsmaterial ist p-Xylol (1) (oder halogenierte Derivate). Dieses wird verdampft und durch eine Hochtemperaturzone geleitet. Dabei bildet sich ein reaktives [2.2]Paracyclophan (2), das zum 1,4-Chinodimethan (3) zerfällt. Das Chinondimethan polymerisiert auf Oberflächen sofort zum kettenförmigen Poly-p-xylylen (4).

## Typische Anwendungen
Typische Anwendungen für Parylene sind:
- konforme Beschichtung elektronischer Bauteile für raue Umgebungsbedingungen (erfüllt „MIL-I-46058C, Type XY“ (diese Norm wurde am 30. November 1998 auf „nicht für Neukonstruktionen verwenden“ gesetzt))
- Elektroniken für Militär (Verlängerung der Haltbarkeit, Schutz vor Umwelteinflüssen und betriebsbedingten Verunreinigungen z. B. Salzwasser, Öl, Treibstoff)
- Elektroniken für Raumfahrt (Verlängerung der Haltbarkeit)
- dielektrische Beschichtung (z. B. Kerne/Spulen)
- hydrophobe Beschichtung (Schutz vor Feuchtigkeit)
- Barriere-Schichten (z. B. für Filter, Membranen, Ventile)
- Korrosionsschutz für metallische Oberflächen
- Verstärkung von Mikrostrukturen
- Abrasionsschutz
- Schutz von Kunststoff, Gummi etc. vor schädlichen Umwelteinflüssen
- Verringerung der Reibung (z. B. bei Führungsdrähten für Katheter)
- biokompatible Beschichtung medizinischer Implantate (z. B. Transponder zur Tierregistrierung, biomedizinische Schläuche, Herzimplantate, Cochlea-Implantate)